# Pontifex Maximus

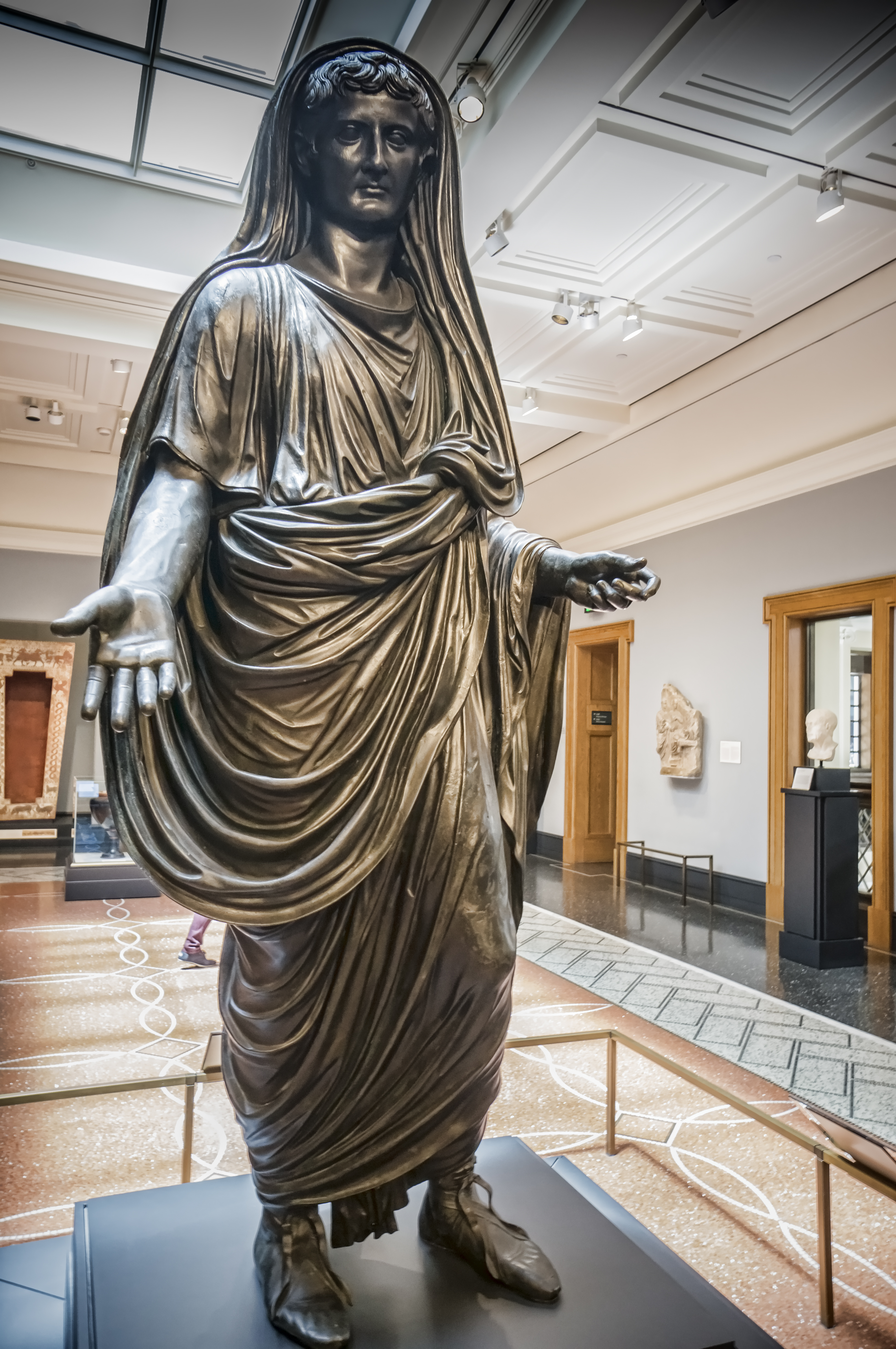
Statuie de bronz a împăratului roman Tiberius cu capul voalat (capite velato) care se pregătește să îndeplinească un rit religios. Gasit in teatrul din Herculaneum 37 CE MANN INV 5615 MH

Pontifex Maximus era conducătorul colegiului pontifilor (colegiu înființat de Numa, deschis plebeilor începând din anul 300 î.Hr. și care deținea un rol de excepție în organizarea religioasă a Romei), numit pe viață de colegii săi, înzestrat cu prerogativele religioase ale vechilor regi. El locuiește în fostul palat al acestora, Regia, și poate fi magistrat și șef militar, spre deosebire de ceilalți pontifi, care nu sunt decât consilieri. Deși, teoretic, este inferior ca demnitate față de Rex sacrorum (rege al sacrului, al sacrificiilor, menit îndeosebi cultului lui Ianus, zeul începuturilor), de fapt este acela care-și asigură primatul. Îi numește pe cei 15 flamini (preoți, care nu constituiau un colegiu, fiecare din ei slujind unui zeu deosebit), alege vestalele (preotese consacrate cultului zeiței Vesta), joacă un rol preponderent în cultul lui Jupiter Capitolinul, asistă la căsătoriile prin confarreatio (în confarreatio, soții ofereau o prăjitură din alac lui Jupiter). Prestigiul marelui pontif este considerabil. Cezar, începând din 63 î.Hr., obține marele pontificat; în timpul Imperiului, toți împărații vor purta titlul de Pontifex Maximus.